# Dwór w Gułowie
Dwór w Gułowie – zabytkowy dwór wybudowany w miejscowości Gułów.
Oprócz dworu z 1920  w skład zespołu dworskiego z XVIII-XX w. wchodzą:
- folwark,
- ogród,
- kamienny mur z bramą[2].